# Gemaal De Blocq van Kuffeler
Gemaal De Blocq van Kuffeler is een gemaal bij Almere.
Gemaal De Blocq van Kuffeler houdt Zuidelijk Flevoland (Almere, Zeewolde) droog. Het gemaal is vernoemd naar ingenieur V.J.P. de Blocq van Kuffeler (1878-1963). Hij was vicevoorzitter van de Zuiderzeeraad.
Van oorsprong is het een gemaal met vier door dieselmotoren aangedreven pompen (gebouwd door Werkspoor), die in 2008 en 2009 vervangen zijn door elektromotoren. Het gemaal is geautomatiseerd, zodat het op afstand bediend kan worden vanuit gemaal Wortman in Lelystad.
Het gemaal De Blocq van Kuffeler wordt beheerd door Waterschap Zuiderzeeland.